# قرار مجلس الأمن التابع للأمم المتحدة رقم 1993
قرار مجلس الأمن التابع للأمم المتحدة رقم 1993، الذي تم تبنيه بالإجماع في 29 يونيو 2011، بعد التذكير بالقرارات 827 (1993) و1503 (2003) و1534 (2003)، مدد المجلس فترة عمل 17 قاضيا دائما ومؤقتا في المحكمة الجنائية الدولية ليوغوسلافيا السابقة.

## القرار

### أعمال
بموجب الفصل السابع من ميثاق الأمم المتحدة، مدد المجلس ولاية القضاة الدائمين التالية أسماؤهم حتى 31 ديسمبر 2012 أو حتى الانتهاء من قضاياهم:
- جان كلود أنتونيتي (فرنسا)
- غي دلفوا (بلجيكا)
- بورتون هول (جزر البهاما)
- كريستوف فلوج (ألمانيا)
- أو-غون كوون (كوريا الجنوبية)
- باكوني جاستيس مولوتو (جنوب أفريقيا)
- هوارد موريسون (المملكة المتحدة)
- ألفونس أوري (هولندا)

تم تمديد فترة ولاية القضاة المخصصين المؤقتين التالية أسماؤهم حتى 31 ديسمبر 2012 أو حتى الانتهاء من قضاياهم:
- ملفيل بيرد (ترينيداد وتوباغو)
- إليزابيث غوانزا (زمبابوي)
- فريدريك هارهوف (الدنمارك)
- فلافيا لاتانزي (إيطاليا)
- أنطوان كيسيا مبي ميندوا (جمهورية الكونغو الديمقراطية)
- بريسكا ماتيمبا نيامبي (زامبيا)
- ميشيل بيكار (فرنسا)
- أرباد براندلر (هنغاريا)
- ستيفان ترشسل (سويسرا)

وأكد القرار على أهمية تعاون جميع الدول مع المحكمة الجنائية الدولية ليوغوسلافيا السابقة ومحاكمة جميع الأشخاص المتهمين ولا سيما الدعوة إلى اعتقال غوران هادجيتش. وكانت المستويات الملائمة من الموظفين مهمة أيضا في المحكمة لكي تكمل عملها ولا بد من معالجة هذه المسألة.
أخيرًا، أشاد المجلس بالدول التي أبرمت اتفاقات بشأن إنفاذ الأحكام الصادرة على الأشخاص الذين أدانتهم المحكمة لقضاء عقوباتهم في أراضيها وحث البلدان التي لم تبرم اتفاقات على القيام بذلك.

## روابط خارجية
- نص القرار في undocs.org